# グリグロワ
グリグロワ  (Gliglois) は「アーサー王物語」に登場する騎士。逸名作者の『グリグロワ』（13世紀前半）によると、ドイツの高貴な城主が息子グリグロワをアーサー王宮廷に送り出し、ゴーヴァン（ガウェイン）に近習として仕えさせる。ゴーヴァンはグリグロワに、宮廷へやって来た美女ボテ (Beauté) の世話を任せる。ゴーヴァンはボテに恋するが、やがてボテとグリグロワが相思相愛となり、最後にはアーサー王が2人を結婚させる。